# Historisme (geschiedschrijving)
Historisme is de geschiedkunde die poogt om door het gebruik van primaire bronnen terug te gaan naar wat er feitelijk gebeurd is op een bepaald tijdstip. Deze negentiende-eeuwse stroming volgde de principes en methoden van Leopold von Ranke.
Historisten, soms dan ook Rankeanen genoemd, gaan ervan uit dat de geschiedenis althans ten dele kenbaar is en proberen deze te reconstrueren door vermeend objectieve gegevens te verzamelen, veelal uit schriftelijke bronnen. De historisten namen als eersten de geschiedschrijving als een aparte discipline: voor de negentiende eeuw was dit (generaliserend gezegd) een literair genre, geen wetenschap. Daardoor was zij niet louter een zoeken naar de waarheid geweest, maar was het ook ten dele bedoeld geweest ter vermaak of als kunstvorm.
Het historisme kenmerkt zich verder door evolutionaire opvattingen met betrekking tot historische fenomenen. Onder andere Von Ranke had het idee dat entiteiten, zoals een land, instituut of volk, zichzelf ontwikkelen en groeien vanuit hun historische kern. Hiermee onderscheidt het historisme zich van de moderne geschiedwetenschap, waarin doorgaans niet meer wordt geloofd dat iedere historische entiteit een eigen identiteit bezit die als een boom uit haar eikel groeit, bloeit en vervalt.
Het historisme stelt ook dat iedere tijdsperiode begrepen dient te worden vanuit de eigen tijd, ofwel vanuit de toentertijd heersende normen en waarden. De verleden werkelijkheid en het handelen van de toenmalige actoren kunnen volgens deze logica slechts begrepen worden als we ons daadwerkelijk proberen in te leven in de betreffende tijd en personen. Zo kunnen we bijvoorbeeld de 17e-eeuwse Europese noodzaak om te trouwen als een paar zwanger bleek slechts begrijpen vanuit de toenmalige religieuze overtuiging en sociaaleconomische omstandigheden. Dit waardenrelativisme leidde er evenwel toe dat het historisme zich de beschuldiging van algeheel relativisme en cultureel nihilisme op de hals haalde, zeker na de Tweede Wereldoorlog. Onder andere de beroemde politiek filosoof Leo Strauss stelde het historisme gelijk aan algeheel waardenrelativisme.
De termen historisme en historicisme mogen niet verward worden, alhoewel ze regelmatig door elkaar worden gebruikt in verschillende talen. Onder andere Strauss sprak over historicism waar hij historism bedoelde. Historicisme is het idee dat de geschiedenis zich ontwikkelt volgens een bepaalde vaste wetmatigheid, vaak richting een einddoel in de geschiedenis. Dit is onder andere terug te vinden bij Hegel en Marx. Dit is waar Popper tegen argumenteert in zijn De armoede van het historicisme.